# Delftse Studenten Wedstrijd Zeilvereniging Broach

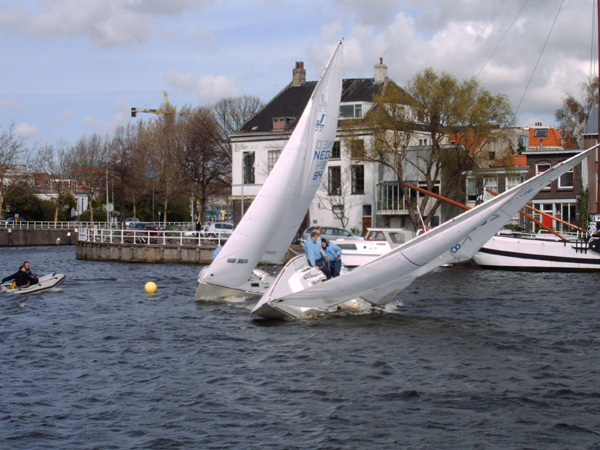
Kolkevenement 2004, jaarlijks terugkerende matchrace georganiseerd door D.S.W.Z. Broach.

De Delftse Studenten Wedstrijd Zeilvereniging Broach is de eerste studenten wedstrijd zeilvereniging van Nederland. De vereniging is opgericht op 28 augustus 2002 met als doel het wedstrijdzeilen te promoten voor studenten. D.S.W.Z. Broach is de enige studentenwedstrijdzeilvereniging van Nederland. Als vereniging concentreert Broach zich op het zeilen van wedstrijden op alle niveaus, variërend van studentenwedstrijden tot wereldkampioenschappen. Met een vloot van twee J22 kielboten, twee RS500 zwaardboten en twee SB20 kielboten die het hele jaar door in wedstrijdconditie zijn, geeft Broach studenten uit Delft en omstreken de mogelijkheid om betaalbaar wedstrijden te zeilen met het beste materiaal.

## Geschiedenis
De D.S.W.Z. Broach is opgericht, in het begin toen de vereniging nog naamloos was onder de naam 'Wedstrijdzeilen TUDelft', (vanwege het competitieve karakter dat nagestreefd wordt en vanwege de toenmalige hoofdsponsor: de Technische Universiteit Delft) met als doel het wedstrijdzeilen op het hoogste niveau onder studenten te promoten en te faciliteren. Er waren al snel veel studenten die het project steunden en Broach had hierdoor na een korte tijd 150 leden.
Met ondersteuning van de TU Delft resulteerde in de aankoop van twee J22 kielboten, de NED 1230 en NED 1231, in 2004. Heliushaven in Hellevoetsluis werd gekozen als de eerste thuishaven voor Broach. In 2005 werd de vloot uitgebreid met de J22 NED 1365. In datzelfde jaar wordt voor het eerst de "Slag om Delft" gevaren, een matchrace midden in Delft op de Zuidkolk, die tot op heden elk jaar wordt gevaren.
In datzelfde jaar nemen drie teams deel aan het WK J22 in Medemblik, waar goede resultaten neer worden gezet. In 2006 wordt de vloot uitgebreid met de eerste Dart 18 catamaran, die beschikbaar wordt gesteld door de klasse organisatie. In 2008 volgt de tweede Dart 18, de NED 892, en wordt de NED 1230 vervangen door de NED 1514. In 2009 komen daar nog twee Lasers bij en verhuist de J22 en Laser vloot van de Heliushaven in Hellevoetsluis naar het Braassemermeer. In 2010 werd de NED 1231 verkocht, waarna de NED 1455 is aangekocht. De J22-vloot van Broach is sindsdien niet meer aangepast, dus tot heden wordt er nog met gepaste trots gevaren op de NED 1365, de NED 1455 en de NED 1514. Eind 2011 ging de eerste Dart 18 weer terug naar de klasse organisatie. In november 2012 werd vervolgens de vloot uitgebreid met een spectaculaire F18. Met ondersteuning van de Nederlandse Dart 18 klasse is er door vele giften van haar leden in 2015 weer een tweede Dart 18 binnen Broach, de NED 675/1784. Deze Dart 18 vaart met twee zeilnummers omdat de rompen waar de boot uit bestaat oorspronkelijk van twee andere boten komen. Eind 2017 zijn er meerdere boten uit de vloot verdwenen, zo is een Dart 18 weer teruggegeven aan de klasseorganisatie, zijn de twee Lasers en de F18 verkocht. In 2018 zijn daar weer een paar boten voor teruggekomen. Broach heeft twee RS500's en een SB20 aangekocht. In 2024 was de NED 1365 verkocht.

## Broachen
In het Nederlands wordt 'broachen' wel omschreven als: "uit je roer lopen". Dit houdt in dat een boot die voor de wind vaart (met spinnaker) zeer snel oploeft zonder dat dit te voorkomen is. Het resultaat is dat de boot erg schuin gaat, en halve wind met klapperende zeilen stil blijft liggen. Dit alles gaat gepaard met veel snelheid.

## Activiteiten
Broach doet mee aan allerlei wedstrijden van studentenwedstrijden tot EK's en WK's. Daarnaast Matchracen de leden en organiseren ze jaarlijks een matchrace evenement, de "Slag om Delft", in de kleine binnenstad van Delft (zie foto). Zodat het zeilen voor een groter publiek bereikbaar is. In 2006 geldt dit evenement zelfs als selectie voor het EK matchrace in Duitsland.
Haar eigen vloot bestaat uit 7 zeilboten:
| Zeilnummer | Naam                                  | Type  |
| ---------- | ------------------------------------- | ----- |
| NED 1455   | TU Delft \| Broach 1455               | J22   |
| NED 1514   | TU Delft \| Broach 1514               | J22   |
| NED 777    | TU Delft \| Broach 777                | RS500 |
| NED 1020   | TU Delft \| Broach 1020               | RS500 |
| NED 3340   | Buitenhuis \| TU Delft \| Broach 3340 | SB20  |
| NED 3158   | TU Delft \| Broach 3158               | SB20  |